# 樂學軌範
《樂學軌範》是一本古朝鮮音樂論述著作。由柳子光收辑，成書於約15世紀的李氏朝鲜。當時以漢字書寫，輔以詳細的圖解，以便樂器演奏者熟諳樂器介紹和指法等，因而具有較高的研究和學習價值。

## 目錄
- 卷一：音調律呂諸圖說
- 卷二：雅樂俗樂陳設圖說
- 卷三、卷四、卷五：高麗史樂誌
- 卷六、卷七：雅部唐部鄉部樂器圖說
- 卷八、卷九：呈才儀物服飾諸圖說